# Sciophila montana
Sciophila montana är en tvåvingeart som beskrevs av Zaitzev 1982. Sciophila montana ingår i släktet Sciophila och familjen svampmyggor.
Artens utbredningsområde är Colorado. Inga underarter finns listade i Catalogue of Life.